# بشت (دشتياري)
بشت (بالفارسية: پشت) هي قرية تقع في دشتياري في إيران. يقدر عدد سكانها بـ 858 نسمة بحسب إحصاء 2016.